# Ramy Bensebaïni
Ramy Bensebaïni, né le 16 avril 1995 à Constantine en Algérie, est un footballeur international algérien qui évolue au poste d'arrière gauche au Borussia Dortmund.

## Biographie

### Carrière en club

#### Débuts et formation
Né le 16 avril 1995 à Constantine, en Algérie, Ramy Bensebaïni s'initie au football au sein du grand club de la ville, le CS Constantine, avant d'être repéré dans un tournois organisé à Tablat dans lequel le club algérois du Paradou AC participe. Il intègre l'académie JMG (en) du Paradou en 2007 où il effectue toute sa formation jusqu'en 2013. Son poste de prédilection est défenseur central.
Le footballeur fait ses débuts en professionnel en 2013 avec le club algérois du Paradou AC. Il dispute 32 rencontres et inscrit 3 buts lors de sa première saison en troisième division.

#### Prêt au Lierse SK (2014-2015)
Après avoir effectué des essais avec plusieurs clubs européens dont l’OGC Nice, le FC Porto ou encore Arsenal, le joueur trouve enfin un point de chute en Europe. En effet, le 12 juin 2014, le jeune défenseur du Paradou AC est prêté pour une saison au club de première division belge du K. Lierse SK.
Le 3 août 2014, Ramy Bensebaïni fait ses débuts avec le club belge en rentrant à la 94e minute de jeu face au Club Brugge.
Après une saison pleine, avec 29 matches disputés et deux buts marqués, il est pisté par de nombreux clubs européens. C’est au Montpellier HSC qu'il choisit de poursuivre sa carrière et sa progression.

#### Prêt au Montpellier HSC (2015-2016)
Le 9 juin 2015, Ramy Bensebaïni signe au Montpellier HSC, où il est prêté pour une saison par le Paradou AC avec option d'achat.
Le 27 septembre 2015, il inscrit son premier but en Ligue 1 sous ses nouvelles couleurs contre le FC Lorient (victoire 2-1).
Au terme de la saison, le club héraultais fait le choix de ne pas lever l'option d'achat adossée à son prêt.

#### Stade rennais FC (2016-2019)
Le 5 juillet 2016, Ramy Bensebaïni s'engage pour quatre ans avec le Stade rennais FC. Il s'y impose comme défenseur latéral gauche mais ne s'imagine toutefois pas un avenir à ce poste.
Le défenseur constantinois participe à la Ligue Europa 2018-2019, et inscrit un but face au Real Betis Séville en seizièmes de finale.
Le 2 avril 2019, il inscrit le but de la victoire rennaise face à l'Olympique lyonnais en demi-finale de la coupe de France en fin de match. Le 27 avril, le Stade rennais FC remporte la Coupe de France aux tirs au but contre le Paris Saint-Germain.

#### Borussia Mönchengladbach (2019-2023)
Le 14 août 2019, Ramy Bensebaïni signe un contrat de quatre ans au Borussia Mönchengladbach. Le montant du transfert est de 10 millions d'euros. Après deux rencontres de championnat sur le banc des remplaçants au cours desquelles il n'entre pas en jeu, le joueur fait sa première apparition en tant que titulaire lors de la quatrième journée de Bundesliga contre le FC Cologne le 14 septembre 2019 (victoire 0-1). Puis, il fait ses débuts en tant que titulaire en Ligue Europa à la suite du forfait d'Oscar Wendt, le Borussia Mönchengladbach a sombré à domicile face aux Autrichiens de Wolfsberger (défaite 0-4), le 19 septembre. Le 3 octobre face à Istanbul Başakşehir FK en Ligue Europa, Bensebaïni fait une bonne entrée dans le dernier quart d'heure, dans les derniers instants de la rencontre lorsqu'il a repris un centre sur coup franc et que son tir rebondit sur la barre et se trouve dans les pieds de Patrick Herrmann qui a donné l'égalisation (1-1).
Malgré des débuts compliqués, avec la patience et le travail, l'athlète a pu mettre en exergue ses qualités. Le 10 novembre, lors de la 11e journée, il inscrit son premier but en Bundesliga à la 20e minute de la tête face au Werder Brême (victoire 3-1). Il est exclu à quatre minutes de la fin du match pour un deuxième carton jaune. Après avoir purgé sa courte suspension, Bensebaïni délivre sa première passe décisive en Bundesliga en faveur de son coéquipier Marcus Thuram, face à Fribourg (victoire 4-2) et une première apparition dans l'équipe-type du célèbre Kicker,.
Le 7 décembre, le joueur inscrit son premier doublé dont un penalty dans le temps additionnel, dans ce choc de la 14e journée de Bundesliga, face au Bayern Munich et permet à son club de conserver son fauteuil de leader (victoire 2-1),. Il devient le troisième Algérien à marquer face au Bayern après Abder Ramdane et Chadli Amri et devient le deuxième défenseur à inscrire un doublé face au Bayern depuis Alfred Nijhuis en 1997. À l’issue de la rencontre, il est satisfait d'avoir offert la victoire à son équipe : « Prendre un seul but par le Bayern, ce n'est pas mal. Leur en mettre deux, c'est beaucoup mieux ! ». L'équipe est malheureusement éliminé dès la phase de groupes de la Ligue Europa.
Le 14 janvier 2020, Ramy Bensebaïni subit une déchirure des fibres musculaires et sera indisponible pendant au moins trois semaines. Le 29 février, le footballeur dispute sa première rencontre depuis sa blessure et inscrit un nouveau but contre le FC Augsbourg (victoire 2-3). Le 16 mai, lors de la 26e journée, il est titulaire contre l'Eintracht Francfort, s'illustre avec une passe décisive sur le deuxième but en faveur de son coéquipier Marcus Thuram, et inscrit le troisième but de son équipe sur penalty (victoire 1-3). Le 31 mai, le joueur délivre sa troisième passe décisive en Bundesliga à Alassane Pléa, lors d'une rencontre face à l'Union Berlin (victoire 4-1); puis sa quatrième et dernière passe décisive de la saison à Lars Stindl, lors de la 37e journée face à Paderborn (victoire 1-3). Le joueur devient l’un des défenseurs les plus prolifiques de la Bundesliga cette saison. Le Borussia Mönchengladbach termine à la quatrième place de la Bundesliga et Bensebaïni participera à sa première Ligue des champions la saison prochaine. Le défenseur termine la saison avec 26 matchs toutes compétitions confondues, 5 buts et 5 passes décisives.

#### Borussia Dortmund (depuis 2023)
Le 5 juin 2023, Ramy Bensebaïni paraphe un contrat de quatre ans avec le Borussia Dortmund jusqu'en 2027,,.

### Carrière internationale
Ramy Bensebaïni est sélectionné avec l'équipe d'Algérie des moins de 17 ans en 2012 puis avec l'équipe espoir en 2015.
Il est convoqué pour la première fois en équipe d'Algérie par Christian Gourcuff le 8 novembre 2015, lors des éliminatoires de la Coupe du monde 2018 face à la Tanzanie, mais n'entre pas en jeu. Il est de nouveau convoqué pour deux rencontres des éliminatoires de la CAN 2017 contre l'Éthiopie en mars 2016 ; puis, en décembre 2016, pour un match amical face à la Mauritanie. Le 7 janvier 2017, il honore sa première sélection contre la Mauritanie. Lors de ce match, l'athlète entre à la 46e minute de la rencontre, à la place de Hichem Belkaroui. Le match se solde par une victoire 3-1 des Algériens,.
Le 31 décembre 2016, Ramy Bensebaïni fait partie des 23 appelés par le sélectionneur national Georges Leekens pour la Coupe d'Afrique des nations 2017, compétition organisée au Gabon,. Lors de ce tournoi, il joue deux matchs. L'Algérie est éliminée au premier tour,. Le 1er juin 2018, il inscrit son premier but en sélection face au Cap-Vert (défaite 2-3), lors d'un match amical,.
Le 30 mai 2019, le joueur fait partie des 23 appelés par le sélectionneur national Djamel Belmadi pour la Coupe d'Afrique des nations 2019. Le 19 juillet, en finale de la Coupe d'Afrique des nations 2019, il rencontre de nouveau le Sénégal, s'impose sur le score de 1-0 et remporte la Coupe d'Afrique des nations, la seconde de l'histoire de l’Algérie. Lors de ce tournoi, Bensebaïni joue six matchs et délivre une passe décisive face à la Côte d'Ivoire.
En janvier 2022, il fait partie des joueurs sélectionnés pour participer à la Coupe d'Afrique des nations 2021 où l'équipe d'Algérie sort dès le premier tour. Le 29 décembre 2023, le défenseur est retenu dans la liste des vingt-sept joueurs algériens sélectionnés par Djamel Belmadi pour disputer la Coupe d'Afrique des nations 2023.

## Statistiques

### En club
| Saison                | Club                     | Championnat           | Championnat | Championnat | Championnat | Coupe nationale | Coupe nationale | Coupe nationale | Coupe de la Ligue | Coupe de la Ligue | Coupe de la Ligue | Compétition(s) continentale(s) | Compétition(s) continentale(s) | Compétition(s) continentale(s) | Compétition(s) continentale(s) | Autres compétitions | Autres compétitions | Autres compétitions | Autres compétitions | Total | Total | Total |
| Saison                | Club                     | Division              | M.          | B.          | P.d.        | M.              | B.              | P.d.            | M.                | B.                | P.d.              | Comp.                          | M.                             | B.                             | P.d.                           | Comp.               | M.                  | B.                  | P.d.                | M.    | B.    | P.d.  |
| 2013-2014             | Paradou AC               | DNA                   | 32          | 3           | 0           | -               | -               | -               | -                 | -                 | -                 | -                              | -                              | -                              | -                              | -                   | -                   | -                   | -                   | 32    | 3     | 0     |
| 2014-2015             | Lierse SK (prêt)         | Jupiler Pro League    | 23          | 1           | 0           | 6               | 1               | 0               | -                 | -                 | -                 | -                              | -                              | -                              | -                              | -                   | -                   | -                   | -                   | 29    | 2     | 0     |
| 2015-2016             | Montpellier HSC (prêt)   | Ligue 1               | 22          | 2           | 0           | 2               | 0               | 0               | 1                 | 0                 | 0                 | -                              | -                              | -                              | -                              | -                   | -                   | -                   | -                   | 25    | 2     | 0     |
| 2016-2017             | Stade rennais FC         | Ligue 1               | 25          | 0           | 0           | -               | -               | -               | 1                 | 0                 | 0                 | -                              | -                              | -                              | -                              | -                   | -                   | -                   | -                   | 26    | 0     | 0     |
| 2017-2018             | Stade rennais FC         | Ligue 1               | 29          | 0           | 1           | 1               | 0               | 0               | 3                 | 0                 | 0                 | -                              | -                              | -                              | -                              | -                   | -                   | -                   | -                   | 33    | 0     | 1     |
| 2018-2019             | Stade rennais FC         | Ligue 1               | 25          | 1           | 0           | 4               | 1               | 0               | 1                 | 0                 | 0                 | C3                             | 9                              | 1                              | 0                              | -                   | -                   | -                   | -                   | 39    | 3     | 0     |
| Sous-total            | Sous-total               | Sous-total            | 79          | 1           | 1           | 5               | 1               | 0               | 5                 | 0                 | 0                 | -                              | 9                              | 1                              | 0                              | -                   | -                   | -                   | -                   | 98    | 3     | 1     |
| 2019-2020             | Borussia Mönchengladbach | Bundesliga            | 19          | 5           | 3           | 1               | 0               | 0               | -                 | -                 | -                 | C3                             | 6                              | 0                              | 0                              | -                   | -                   | -                   | -                   | 26    | 5     | 3     |
| 2020-2021             | Borussia Mönchengladbach | Bundesliga            | 25          | 4           | 0           | 3               | 1               | 0               | -                 | -                 | -                 | C1                             | 5                              | 2                              | 0                              | -                   | -                   | -                   | -                   | 33    | 7     | 0     |
| 2021-2022             | Borussia Mönchengladbach | Bundesliga            | 23          | 4           | 1           | 1               | 2               | 0               | -                 | -                 | -                 | -                              | -                              | -                              | -                              | -                   | -                   | -                   | -                   | 24    | 6     | 1     |
| 2022-2023             | Borussia Mönchengladbach | Bundesliga            | 28          | 6           | 1           | 2               | 1               | 0               | -                 | -                 | -                 | -                              | -                              | -                              | -                              | -                   | -                   | -                   | -                   | 30    | 7     | 1     |
| Sous-total            | Sous-total               | Sous-total            | 95          | 19          | 5           | 7               | 4               | 0               | -                 | -                 | -                 | -                              | 11                             | 2                              | 0                              | -                   | -                   | -                   | -                   | 113   | 25    | 5     |
| 2023-2024             | Borussia Dortmund        | Bundesliga            | 17          | 0           | 0           | 3               | 0               | 0               | -                 | -                 | -                 | C1                             | 5                              | 0                              | 0                              | -                   | -                   | -                   | -                   | 25    | 0     | 0     |
| 2024-2025             | Borussia Dortmund        | Bundesliga            | 31          | 1           | 6           | 1               | 0               | 0               | -                 | -                 | -                 | C1                             | 12                             | 2                              | 1                              | CMC                 | 5                   | 0                   | 0                   | 49    | 3     | 7     |
| 2025-2026             | Borussia Dortmund        | Bundesliga            | -           | -           | -           | 1               | 0               | 1               | -                 | -                 | -                 | -                              | -                              | -                              | -                              | -                   | -                   | -                   | -                   | 1     | 0     | 1     |
| Sous-total            | Sous-total               | Sous-total            | 48          | 1           | 6           | 5               | 0               | 1               | -                 | -                 | -                 | -                              | 17                             | 2                              | 1                              | -                   | 5                   | 0                   | 0                   | 75    | 3     | 8     |
| Total sur la carrière | Total sur la carrière    | Total sur la carrière | 299         | 27          | 12          | 25              | 6               | 1               | 6                 | 0                 | 0                 | -                              | 37                             | 5                              | 1                              | -                   | 5                   | 0                   | 0                   | 372   | 38    | 14    |

### En sélection nationale
| Saison                | Sélection             | Phases finales        | Phases finales | Phases finales | Phases finales | Éliminatoires CDM | Éliminatoires CDM | Éliminatoires CDM | Éliminatoires CAN | Éliminatoires CAN | Éliminatoires CAN | Matchs amicaux | Matchs amicaux | Matchs amicaux | Total | Total | Total |
| Saison                | Sélection             | Compétition           | M              | B              | Pd             | M                 | B                 | Pd                | M                 | B                 | Pd                | M              | B              | Pd             | M     | B     | Pd    |
| --------------------- | --------------------- | --------------------- | -------------- | -------------- | -------------- | ----------------- | ----------------- | ----------------- | ----------------- | ----------------- | ----------------- | -------------- | -------------- | -------------- | ----- | ----- | ----- |
| 2015-2016             | Algérie               | -                     | -              | -              | -              | 0                 | 0                 | 0                 | 0                 | 0                 | 0                 | -              | -              | -              | 0     | 0     | 0     |
| 2016-2017             | Algérie               | CAN 2017              | 2              | 0              | 0              | -                 | -                 | -                 | 1                 | 0                 | 0                 | 2              | 0              | 0              | 5     | 0     | 0     |
| 2017-2018             | Algérie               | -                     | -              | -              | -              | 3                 | 0                 | 0                 | -                 | -                 | -                 | 4              | 1              | 0              | 7     | 1     | 0     |
| 2018-2019             | Algérie               | CAN 2019              | 6              | 0              | 1              | -                 | -                 | -                 | 4                 | 1                 | 1                 | 3              | 0              | 0              | 13    | 1     | 2     |
| 2019-2020             | Algérie               | -                     | -              | -              | -              | -                 | -                 | -                 | 2                 | 1                 | 0                 | 3              | 0              | 0              | 5     | 1     | 0     |
| 2020-2021             | Algérie               | -                     | -              | -              | -              | -                 | -                 | -                 | 3                 | 0                 | 0                 | 5              | 1              | 1              | 8     | 1     | 1     |
| 2021-2022             | Algérie               | CAN 2021              | 3              | 0              | 0              | 4                 | 1                 | 0                 | 2                 | 1                 | 1                 | 1              | 0              | 0              | 10    | 2     | 1     |
| 2022-2023             | Algérie               | -                     | -              | -              | -              | -                 | -                 | -                 | 3                 | 0                 | 0                 | 3              | 0              | 0              | 6     | 0     | 0     |
| 2023-2024             | Algérie               | CAN 2023              | 2              | 0              | 0              | 1                 | 0                 | 0                 | 0                 | 0                 | 0                 | 6              | 2              | 0              | 9     | 2     | 0     |
| 2024-2025             | Algérie               | -                     | -              | -              | -              | 2                 | 0                 | 0                 | 6                 | 1                 | 1                 | 2              | 0              | 0              | 10    | 1     | 1     |
| Total sur la carrière | Total sur la carrière | Total sur la carrière | 13             | 0              | 1              | 10                | 1                 | 0                 | 21                | 4                 | 3                 | 29             | 4              | 1              | 73    | 9     | 5     |

#### Matchs internationaux
Le tableau suivant liste les rencontres de l'équipe d'Algérie dans lesquelles Ramy Bensebaïni a été sélectionné depuis le 7 janvier 2017 jusqu'à présent :

## Palmarès

### En club
| Stade rennais FC (1)                       | Borussia Dortmund                          |
| ------------------------------------------ | ------------------------------------------ |
| - Coupe de France (1) : - Vainqueur : 2019 | - Ligue des champions : - Finaliste : 2024 |

### En sélection nationale
Avec la sélection algérienne, Ramy Bensebaïni remporte la Coupe d'Afrique des nations de football 2019.
| Algérie (1)                                           |
| ----------------------------------------------------- |
| - Coupe d'Afrique des nations (1) - Vainqueur en 2019 |

## Distinctions personnelles
- Élu meilleur joueur du mois du Borussia Mönchengladbach en décembre 2019[59].
- Dans l’équipe type des phases de poules de Ligue des champions de l’UEFA[60].
- Dans l'équipe type France Football des Africains d'Europe en 2020.
- Meilleur joueur du Borussia Mönchengladbach pour la saison 2019-2020[61].
- Élu meilleur joueur du mois du Borussia Mönchengladbach en mars 2021.
- Meilleur défenseur buteur d'Europe en 2021 avec le Borussia Mönchengladbach.
- Homme du match en Ligue des champions de l'UEFA avec le Borussia Dortmund face au Dinamo Zagreb.

## Décorations
- Achir de l'ordre du Mérite national d'Algérie.